# CNBLUE
I CNBLUE (씨엔블루?) sono un gruppo musicale pop rock sudcoreano, formatasi a Seul nel 2009.

## Nota sul nome
Il nome del gruppo è l'unione di CN, che sta per "Code Name", e BLUE, che invece indica le iniziali degli pseudonimi dei quattro componenti: "Burning" (Lee Jong-hyun), "Lovely" (Kang Min-hyuk), "Untouchable" (Lee Jung Shin) e "Emotional" (Jung Yong-hwa).

## Storia
La band ha debuttato nell'agosto 2009 in Giappone col mini-album Now or Never. Il primo mini-album coreano è stato Bluetory.

## Formazione
- Jung Yong-hwa - voce, chitarra, rap
- Lee Jong-hyun - chitarra, voce
- Kang Min-hyuk - batteria
- Lee Jung-shin - basso, rap

## Discografia

### Album in studio
- 2010 – Thank U
- 2011 – First Step
- 2011 – 392
- 2012 – Code Name Blue
- 2013 – What Turns You On?
- 2014 – Wave
- 2015 – 2gether
- 2015 – Colors
- 2016 – Euphoria
- 2017 – Stay Gold

### EP
- 2009 – Now or Never
- 2009 – Voice
- 2010 – Bluetory
- 2010 – Bluelove
- 2011 – First Step +1 Thank You
- 2012 – Ear Fun
- 2013 – Re:Blue
- 2014 – Can't Stop
- 2016 – Blueming
- 2017 – 7°CN

### Raccolte
- 2013 – Present
- 2014 – Korea Best Album 'Present'
- 2018 – Best of CNBLUE / Our Book [2011-2018]